# Епархия Чиквавы
Епархия Чиквавы (лат. Dioecesis Chiquavana) — епархия Римско-Католической церкви с центром в городе Чиквава, Малави. Епархия Чиквавы входит в митрополию Блантайра. Кафедральным собором епархии Чиквавы является церковь святого Михаила.

## История
22 марта 1965 года Римский папа Павел VI издал буллу «Ad Christi regnum», которой учредил епархию Чиквавы, выделив её из архиепархии Блантайра.

## Ординарии епархии
- епископ Eugen Joseph Frans Vroemen, S.M.M.[1] (22.03.1965 — 12.02.1979);
- епископ Felix Eugenio Mkhori (12.02.1979 — 23.01.2001), назначен епископом Лилонгве;
- епископ Peter Martin Musikuwa (с 16 апреля 2003 года).